# 大月薫
- 大月薫
- 大月薰

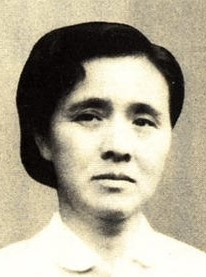
孫文との娘・宮川冨美子

大月 薫（おおつき かおる、1888年8月6日 - 1970年12月21日）は中華民国の政治家である孫文の妻。

## 概要
1898年、神奈川県横浜市の中華街で孫文と初めて面会し、1901年に孫文は薫の父に求婚の申し込みを行ったが、このときには拒否されている。その1年後、孫文は薫に直接求婚、両名の婚姻が成立した。薫は生糸商人の大月金次（素堂）の娘で、一家は1898年の横浜大火で焼け出されて知人の華僑・温炳臣の横浜山下町の家の２階に一時避難した際に、１階に住んでいた孫文と知り合った。温炳臣は孫文と同郷の貿易商で、孫文を支援し、ボディガードも務めた人物。孫文と薫は1902年に婚約したが、1903年以降は孫文が外国に出かけたまま連絡が途絶えがちになった。1905年に孫文が再来日し、８月に浅間神社 (横浜市西区) で式を挙げ、子供を身ごもった。
1906年5月、二人の間に娘（宮川冨美子）が生まれたが、冨美子誕生の前に、孫文は中国に帰国し、薫とは離婚。孫文からの送金も途絶え、父・金次の仕事も不況で、薫は横浜の劇場のチケットもぎりをして家計を助けた。娘の冨美子は戸籍上は金次の四女（薫の妹）として届け出され、1911年に横浜市内の魚行商人の宮川梅吉家の養女となり、紡績女工を経て、酒業に従事する男性を婿に取った。孫文は「名前は分からないが、日本に娘がいる」などと友人に話していたという。娘を手放したのち、薫は2度再婚した。2人目の夫となった栃木県足利市の東光寺住職・実方元心との間に２児をもうけた。
冨美子は1955年に自分が孫文の子であることを知り、母親の再婚先である東光寺を訪ね、薫と面会した。薫は1970年に死去。享年82。
2008年、冨美子の息子（孫文と大月薰の外孫）である宮川東一は『日本に遺された孫文の娘と孫』を発表している。慶應義塾大学准教授の宮川祥子は曾孫。